# Jos Robijn
Jos Robijn (Antwerpen, 1937) is een Belgisch honkballer. Hij is beginnen te spelen op zijn 10de bij Luchtball Baseball Club in 1947.
Toen hij 15 werd mocht hij naar de "1ste ploeg" om daar mee als pitcher te spelen, Hij is tevens de eerste pitcher in België die een Perfect game heeft gegooid.
Hij heeft heel zijn carrière deel uitgemaakt van de Royal Greys maar heeft ook België vertegenwoordigd in het Nationale team van 1954 tot 1969.
Hij werd ook Top pitcher in de Europese Cup in 1966. Toen hij 34 werd in 1971 maakte hij deel uit van het Pan-Europese team genaamd "Continental Cavaliers" dat Zuid-Afrika toerde.

## Palmares
- Rookie of the year: 1952
- Pitching Star: 1954, 1955, 1956, 1961, 1962, 1963, 1966
- Most Valuable Player: 1955, 1956, 1968, 1969
- Homerun King: 1955, 1956, 1960, 1962, 1964, 1969
- Batting Champ: 1960, 1969
- King of Runs batted in: 1964
- Player of the Year: 1964
- Medaille sportverdienste Bloso: brons 1966, zilver 1968
- Triple Crown: 1969
- Outstanding Sportmanship: 1969

Robijn staat ook in de KBBSF Hall of Fame.